# Charlie White
Charlie White (* 24. Oktober 1987 in Royal Oak, Michigan) ist ein US-amerikanischer Eiskunstläufer, der im Eistanz startet. Bei den Olympischen Winterspielen 2014 wurde er Olympiasieger im Eistanz.

## Sportliche Karriere
Seine Eistanzpartnerin ist seit 1997 Meryl Davis. Das Eistanzpaar wurde von Trainer Seth Chafetz zusammengebracht und trainierte später bei Igor Schpilband und Marina Sujewa.
2006 gewannen Davis und White als amtierende US-Juniorenmeister die Bronzemedaille bei der Juniorenweltmeisterschaft in Ljubljana. Dies geschah beim Sieg ihrer späteren Hauptkonkurrenten Tessa Virtue und Scott Moir aus Kanada.
Im Jahr 2007 debütierten Davis und White bei Welt- und Vier-Kontinente-Meisterschaften. Sie erreichten den vierten, bzw. siebten Platz.
Ihre erste Medaille bei Vier-Kontinente-Meisterschaften errangen sie 2008 im südkoreanischen Goyang mit Silber hinter Virtue und Moir.
Bei der Vier-Kontinente-Meisterschaft 2009 in Vancouver, zu der Davis und White erstmals als amtierende US-Meister der Senioren antraten, bezwangen sie ihre kanadischen Konkurrenten und gewannen somit ihren ersten Titel bei einer großen internationalen Meisterschaft.
Saison 2009/10
Die olympische Saison 2009/10 fing für die US-Amerikaner vielversprechend an. Sie gewannen beide Grand-Prix-Wettbewerbe, bei denen sie antraten und erstmals auch das Grand-Prix-Finale. Sie wurden erneut US-Meister. Dabei konnten sie erstmals ihre stärksten nationalen Konkurrenten, die arrivierten Tanith Belbin und Benjamin Agosto bezwingen. Bei ihren ersten Olympischen Spielen gewannen Davis und White in Vancouver die Silbermedaille hinter Tessa Virtue und Scott Moir. Die gleiche Reihenfolge ergab sich bei der nacholympischen Weltmeisterschaft in Turin, wo Davis und White somit ihre erste WM-Medaille gewinnen konnten.
Saison 2010/11
In der Saison 2010/11 gewannen Davis und White alle Wettbewerbe, bei denen sie antraten. Sie siegten bei beiden Grand-Prix-Wettbewerben sowie zum zweiten Mal in Folge beim Grand-Prix-Finale. Zum dritten Mal in Folge wurden sie US-Meister im Eistanz. In Taipeh gewannen sie ihre zweite Goldmedaille bei Vier-Kontinente-Meisterschaften. Nach dem Kurztanz hatten sie noch auf dem zweiten Rang hinter Tessa Virtue und Scott Moir gelegen, diese konnten aber verletzungsbedingt nicht mehr zur Kür antreten. Bei der Weltmeisterschaft in Moskau lagen sie nach dem Kurztanz erneut hinter ihren kanadischen Konkurrenten, die in diesem Segment einen neuen Weltrekord aufstellten. In der Kür wiederum wendete sich das Blatt und Davis/White konnten mit einem Weltrekord in diesem Segment und der Gesamtleistung ihren ersten Titel bei Weltmeisterschaften gewinnen. Es war die erste Goldmedaille bei einer Weltmeisterschaft für ein US-amerikanisches Eistanzpaar überhaupt.
Saison 2011/12
In die Saison 2011/12 starteten Davis und White erneut mit Siegen bei beiden Grand-Prix-Wettbewerben. Zum dritten Mal in Folge konnten sie auch das Grand-Prix-Finale für sich entscheiden, diesmal vor ihren Hauptkonkurrenten Tessa Virtue und Scott Moir. Bei der Vier-Kontinente-Meisterschaft und der Weltmeisterschaft sahen die Punktrichter jedoch die Kanadier knapp vorne. Davis und White liefen die Kür in dieser Saison zu Die Fledermaus von Johann Strauss.
Saison 2012/13
Aus der Saison 2012/13 gingen Davis und White unbesiegt hervor: Sie gewannen Goldmedaillen in allen Grand-Prix-Wettbewerben einschließlich dem Grand-Prix-Finale, den US-Meisterschaften, den Vier-Kontinente-Meisterschaften und Weltmeisterschaften 2013. Sie liefen ihren Kurztanz zu dem Ballett Giselle und den Kürtanz zu dem Musical Notre Dame de Paris.
Saison 2013/14: Olympische Spiele 2014
Für die Saison ihrer zweiten und letzten Olympischen Spiele wählten Davis und White Rimski-Korsakows Scheherazade für den Kurztanz und Musik aus dem Film My Fair Lady für den Kürtanz. Das Paar gewann sämtliche Wettbewerbe der Grand-Prix-Serie und konnte zum fünften Mal in Folge das Grand-Prix-Finale gewinnen. Auch bei den US-Meisterschaften konnten David und White ein weiteres Mal ihren Titel verteidigen.

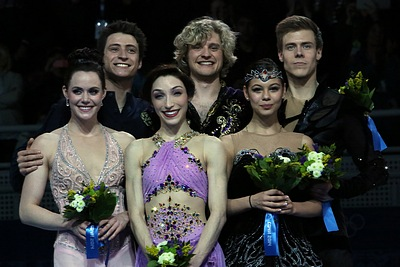
Davis/White (Mitte) bei der Siegerehrung der Olympischen Winterspiele 2014 mit Tessa Virtue/Scott Moir (links) und Jelena Iljinych/Nikita Kazalapow (rechts)

Bei den Olympischen Winterspielen 2014 in Sotschi traten Davis und White im Teamwettbewerb an, wo sie im Eistanz den ersten Platz erreichten und damit ihrem Team, das neben ihnen aus Jeremy Abbott, Jason Brown, Ashley Wagner, Gracie Gold und Marissa Castelli/Simon Shnapir bestand, zu seiner Bronzemedaille verhalfen. Im individuellen Wettbewerb im Eistanz konnten Davis und White mit 195,52 Punkten (78,89 Punkte im Kurzprogramm/116,63 Punkte in der Kür) den Olympiasieg erkämpfen. Im Teamwettbewerb gelangen ihnen im Kurzprogramm 75,98 Punkte und in der anschließenden Kür 114,34 Punkte. Damit konnten sie auch dort die beste Leistung abliefern.

## Professionelle Karriere
Nach dem Ende ihrer Wettbewerbskarriere traten Davis und White für einige Jahre in zahlreichen Eisshows auf. White arbeitete zeitweise als Fernsehkommentator, unter anderem für den Sender NBC Sports.
Anfang 2022 gründete White mit seiner Ehefrau Tanith Belbin White und ihrem gemeinsamen Freund Greg Zuerlein, der früher als Eistänzer mit Madison Chock angetreten war, die Michigan Ice Dance Academy (MIDA) in Canton (Michigan). Dort ist er als Trainer und Choreograf tätig. Gemeinsam trainierte das Team unter anderem das Eistanzpaar Katarina Wolfkostin/Jeffrey Chen. Seit 2022 trainieren sie das Eistanzpaar Caroline Green/Michael Parsons.

## Persönliches
Charlie White besuchte die Roeper School für Hochbegabte in Michigan. In seiner Jugend spielte er auch Eishockey.
Seit 2015 ist Charlie White mit der Eistänzerin Tanith Belbin White verheiratet. Sie haben ein Kind. White hat einen Abschluss in Philosophie von der University of Michigan. Während seines Studiums wohnte er in einer Wohngemeinschaft mit den Eiskunstläufern Evan Bates, Trevor Young und Alex Shibutani.

## Ergebnisse

### Eistanz
(mit Meryl Davis)
| Meisterschaften/Jahr             | 2003  | 2004  | 2005  | 2006  | 2007  | 2008  | 2009  | 2010  | 2011  | 2012  | 2013  | 2014  |
| -------------------------------- | ----- | ----- | ----- | ----- | ----- | ----- | ----- | ----- | ----- | ----- | ----- | ----- |
| Olympische Winterspiele          |       |       |       |       |       |       |       | 2.    |       |       |       | 1.    |
| Olympische Winterspiele (Team)   |       |       |       |       |       |       |       |       |       |       |       | 3.    |
| Weltmeisterschaften              |       |       |       |       | 7.    | 6.    | 4.    | 2.    | 1.    | 2.    | 1.    |       |
| Vier-Kontinente-Meisterschaften  |       |       |       |       | 4.    | 2.    | 1.    |       | 1.    | 2.    | 1.    |       |
| World Team Trophy                |       |       |       |       |       |       |       |       |       | 2.    |       |       |
| Juniorenweltmeisterschaften      |       | 13.   |       | 3.    |       |       |       |       |       |       |       |       |
| US-amerikanische Meisterschaften | 7. J  | 2. J  |       | 1. J  | 3.    | 2.    | 1.    | 1.    | 1.    | 1.    | 1.    | 1.    |
| –                                |       |       |       |       |       |       |       |       |       |       |       |       |
| Grand-Prix-Wettbewerb / Saison   | 02/03 | 03/04 | 04/05 | 05/06 | 06/07 | 07/08 | 08/09 | 09/10 | 10/11 | 11/12 | 12/13 | 13/14 |
| Grand-Prix-Finale                |       |       |       |       |       |       | 3.    | 1.    | 1.    | 1.    | 1.    | 1.    |
| Skate America                    |       |       |       |       |       | 4.    |       |       | 1.    | 1.    | 1.    | 1.    |
| Skate Canada                     |       |       |       |       | 4.    |       | 1.    |       |       |       |       |       |
| Cup of Russia                    |       |       |       |       |       |       | 3.    | 1.    |       | 1.    |       |       |
| NHK Trophy                       |       |       |       |       | 4.    |       |       | 1.    | 1.    |       | 1.    | 1.    |
| Trophée Eric Bompard             |       |       |       |       |       | 3.    |       |       |       |       |       |       |

- J = Junioren